# Panhard & Levassor 25CV
Con la sigla 25CV, utilizzata nel contesto della produzione della Casa automobilistica francese Panhard & Levassor, si intende una piccola famiglia di autovetture di lusso presente nei listini Panhard & Levassor dal 1908 al 1911.

## Storia ed evoluzione
Questa piccola famiglia di vetture era in effetti composta solo da due modelli, ossia la Type U1 e la Type U3 e venne prodotta in un periodo in cui in Francia si ebbe un rimescolamento delle carte per quanto riguardava il regime fiscale delle autovetture prodotte dai costruttori francesi dell'epoca. Questi modelli erano fra l'altro un aggiornamento dei precedenti modelli Type U1 e Type U3 da 24 CV fiscali. La prima a debuttare fu la Type U3 25CV, i cui aggiornamenti apportati dalla casa di avenue d'Ivry furono i seguenti: un nuovo sistema di freno motore, una rivisitazione al motore in modo da raggiungere una maggior velocità di rotazione, un nuovo sistema di lubrificazione attuato mediante depressione del carburatore e per il montaggio di una molla di compensazione per la frizione. Per il resto, rimasero invariati la cilindrata di 5313 cm3, il cambio della serie KL a 4 marce, la trasmissione a catena e naturalmente la struttura di base a telaio separato a longheroni e traverse in acciaio con scocca in legno.
L'altro modello già presente nella gamma delle vetture da 24 CV fiscali e aggiornato in occasione del passaggio al segmento superiore fu la Type U1, che tuttavia non avrebbe debuttato che nel 1910, dopo un anno di assenza dai listini. Venne infatti prodotta fino al 1908 come modello da 24 CV fiscali, per poi scomparire temporaneamente dai listini durante tutto il 1909 e per ricomparire nel corso del 1910 come modello da 25 CV fiscali e con gli stessi aggiornamenti apportati a suo tempo alla Type U3.
La produzione di questi due modelli si protrasse fino al giugno 1911 per la Type U3 e fino al novembre dello stesso anno per la Type U1. In totale, furono 410 gli esemplari prodotto complessivamente, di cui solo 6 esemplari furono di Type U1. Dei restnti 404 esemplari di Type U3, vale la pena evidenziare che circa un centinaio furono delle Type U1 a cui nel 1908 vennero apportati gli aggiornamenti previsti per le vetture da 25 CV fiscali. A partire dal 1912 ricomparvero nuovi modelli da 24 CV, mettendo così fine alla breve storia delle Panhard & Levassor da 25 CV fiscali.